# علا طبري
عُلا طبري، ممثلة ومخرجة فلسطينيّة (بالعبرية: אולה טברי‏) من مواليد مدينة الناصرة سنة 1970. تسكن في العاصمة الفرنسيّة باريس منذ سنة 1998.

## السيرة الذاتيّة
وُلِدت عُلا طبري سنة 1970 في مدينة الناصرة في الداخل الفلسطيني. درست الفنون البصريّة ثم بدأت مسيرتها المهنيّة كممثلة بالتوازي مع عملها في مؤسسات المجتمع المدني في الناصرة وفي صناعة الرسوم المتحركة للبرامج التلفزيونيّة.
انتقلت للعيش في العاصمة الفرنسية باريس منذ عام 1998. عملت في قسم الفنون الجميلة بوزارة التعليم من 1992 إلى 1993، ثم عملت كمسؤولة عن العلاقات العامة لمسارح القدس ورام الله وتل أبيب، وكمنشطة لبرنامج تلفزيوني عن النساء الفلسطينيات في الداخل الفلسطيني - «ليلك». ثم عينت سنة 1997 مديرة لمشروع ITP، الذي يسعى لتطوير وسائل الإعلام المستقلة في فلسطين. عملت بالتمثيل المسرحي والسينمائي، شاركت مع المخرج إيليا سليمان في فيلمي (سجل اختفاء) في عام 1996، و(الحلم العربي) في عام 1998. أول فيلم من إخراجها فكان (خلقنا وعلقنا) في عام 2002.

## السيرة المهنيّة

### تمثيل
- 2018: تل أبيب على نار إخراج سامح زعبي
- 2013: فيلا توما إخراج سهى عرّاف
- 2012: Inheritance إخراج هيام عباس
- 2005: ميونيخ إخراج Steven Spielberg
- 2003: The Faces of Christophe Loizillon
- 2002: كاميراتي وأنا إخراج Christophe Loizillon
- 1998: الحلم العربي إخراج إيليا سليمان
- 1992: سجل اختفاء إخراج إيليا سليمان

### إخراج
- 2002: خلقنا وعلقنا
- 2005: شتات
- 2009: جنغا 48

## روابط خارجية
- علا طبري على موقع IMDb (الإنجليزية)
- علا طبري على موقع ألو سيني (الفرنسية)
- علا طبري على موقع قاعدة بيانات الفيلم (الإنجليزية)
- علا طبري على موقع كينوبويسك (الروسية)